# Hazell Dean

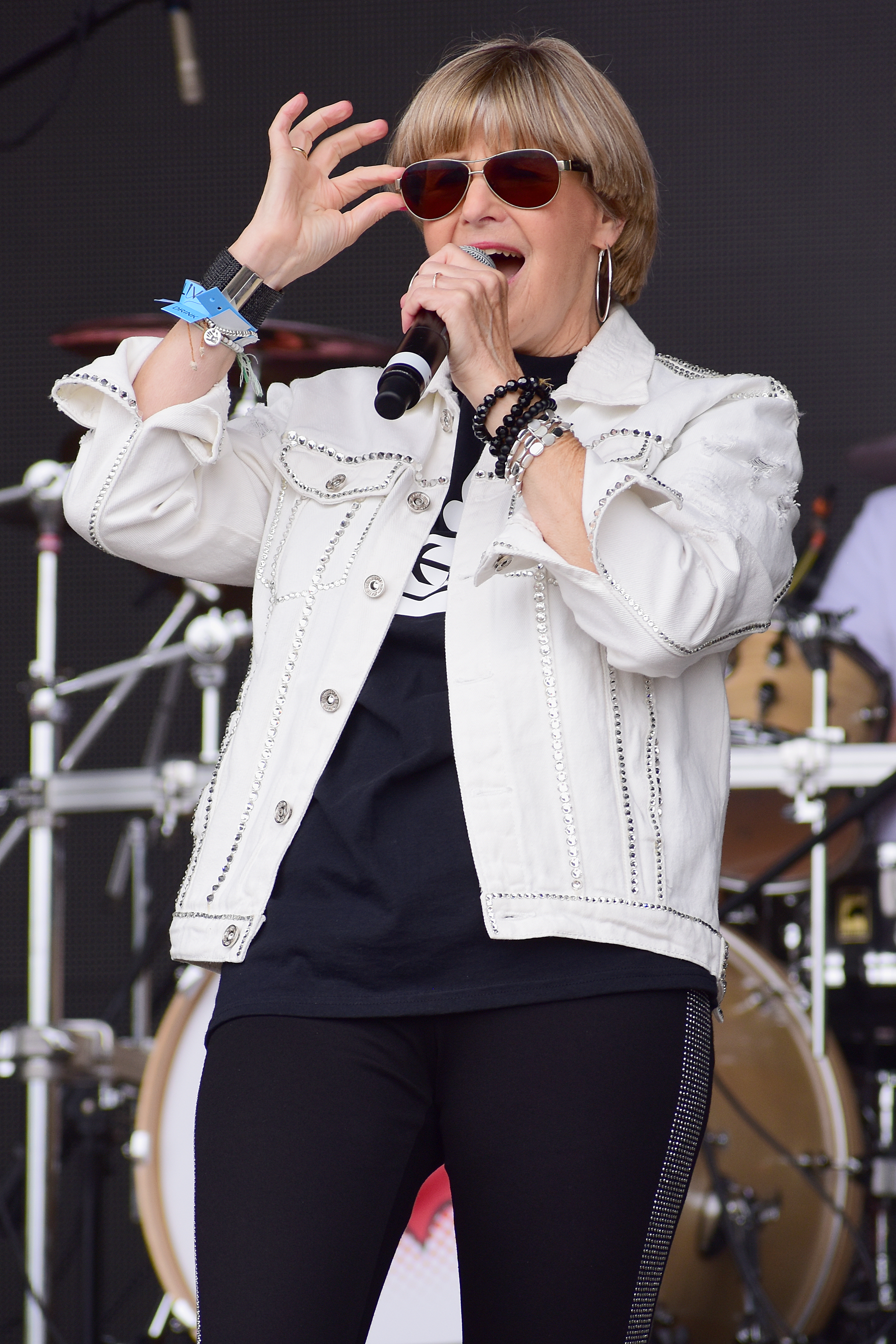
Hazell Dean (2021)

Hazell Dean (* 27. Oktober 1952 in Chelmsford, Essex, England als Hazel Poole) ist eine britische Popsängerin, Songwriterin und Musikproduzentin.

## Biografie
Hazell Dean begann ihre Gesangskarriere in den 1970er Jahren – zunächst wie bei ihrer Geburt als „Hazel Dean“ mit einem „L“. Ihre erste Single erschien 1975. Ein Jahr später trat sie mit der dramatischen Ballade I Couldn't Live Without You for a Day bei der Vorentscheidung zum Eurovision Song Contest an. Sie erreichte nur Platz acht von zwölf Teilnehmern. Im April 1984 versuchte sie es erneut mit einer Ballade. Stay in My Life landete aber nur auf dem siebten und somit vorletzten Platz im britischen Vorentscheid zum Eurovision Song Contest.
Im Juli 1983 – Hazell wurde auf Veröffentlichungen nun mit Doppel-L geschrieben – kam ihre Single Searchin’ in die britischen Charts und erreichte zunächst lediglich Platz 76. Nachdem Evergreen / Jealous Love im Februar 1984 auf Platz 64 der UK-Charts stieg, kehrte im April des Jahres auch Searchin’ in die Hitparade zurück und schaffte es schließlich bis auf Platz 6. Im selben Jahr wurde Dean von der Zeitschrift Record Mirror zur „besten Hi-NRG-Künstlerin des Jahres“ gekürt.
Ihre Single Whatever I Do (Wherever I Go), einer der ersten Titel, den die Hitfabrik Stock Aitken Waterman hervorbrachte, erreichte im Juli 1984 Platz vier der britischen und wenig später auf Platz 22 der deutschen Charts. Es folgten mit No Fool (For Love) und They Say It’s Gonna Rain (1985), E. S. P. (Extra Sensual Persuasion) und Stand Up (1986) sowie Always Doesn’t Mean Forever (1987) kleinere Charterfolge in Großbritannien.
Erst 1988 konnte Dean an den Erfolg von Searchin’ und Whatever I Do anknüpfen. Eine Coverversion des Anne-Murray-Titels Who’s Leaving Who brachte ihr im März 1988 erneut einen vierten Platz in den UK-Charts und wurde zum größten Hit Deans in Deutschland, wo das Lied Platz 15 erreichte. Maybe (We Should Call It a Day) schaffte es im Juni in die britischen Top 20.
Zwar erschienen in den folgenden Jahren immer wieder Singles, größerer kommerzieller Erfolg stellte sich allerdings nicht mehr ein. Lediglich erwähnenswert sind Turn It into Love, das 1988 im Vereinigten Königreich auf Platz 21 stieg, und Love Pains, eine Coverversion des Liedes von Yvonne Elliman aus dem Jahr 1979, die dort 1989 Platz 48 erklomm. In den USA gelangen der Musikerin lediglich in den Dance-Charts einige Hits.
Später produzierte und komponierte Dean Songs für Bad Boys Inc., Miquel Brown (It’s a Sin), MEN 2 B (Love Satisfaction) oder Upside Down. Dazu kamen Auftritte als Backgroundsängerin, so z. B. für Samantha Janus beim Eurovision Song Contest 1991 in Rom.

## Diskografie

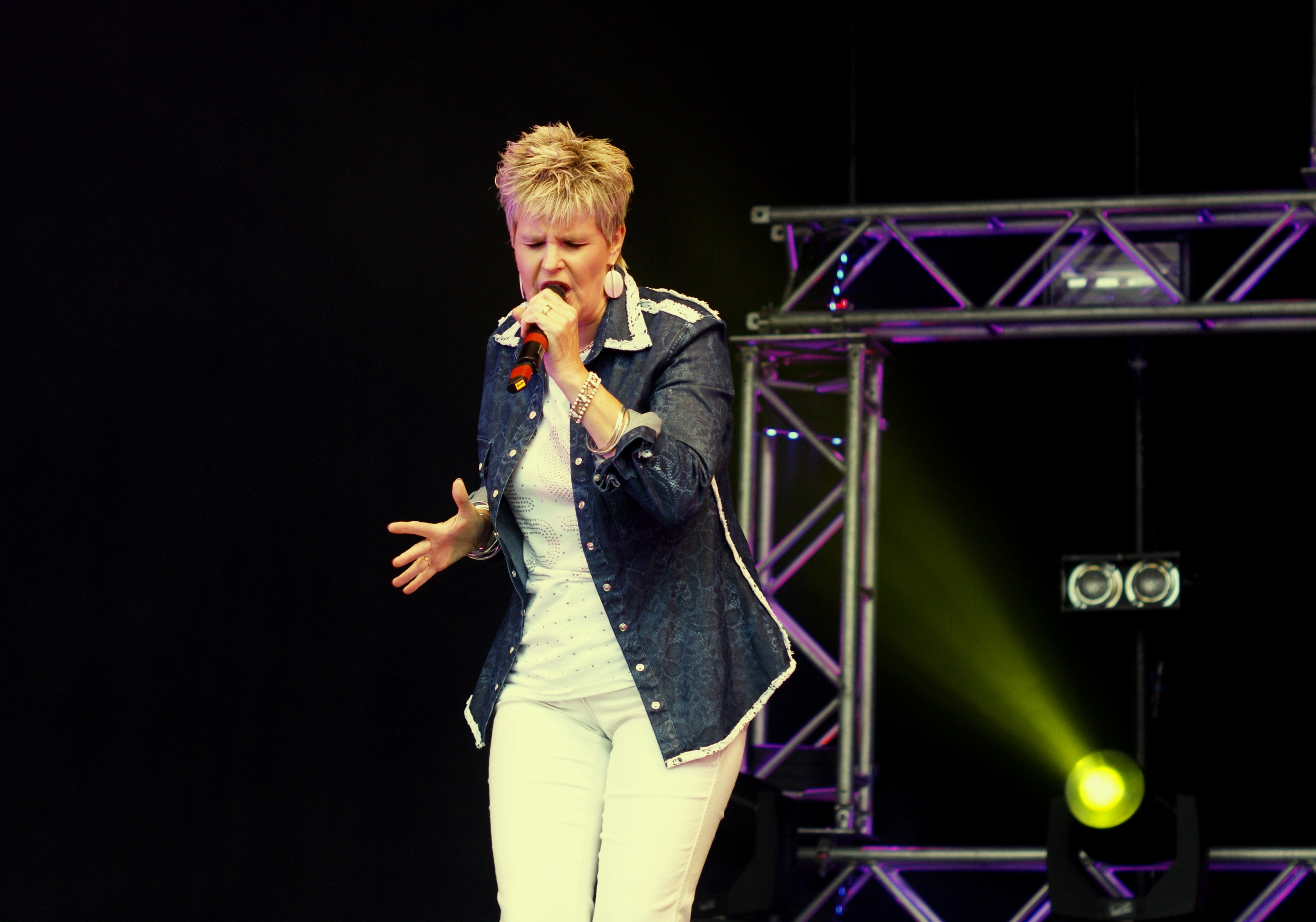
Hazell Dean (2011)

### Alben
| Jahr | Titel                 | Höchstplatzierung, Gesamtwochen, AuszeichnungChartsChartplatzierungen (Jahr, Titel, Platzierungen, Wochen, Auszeichnungen, Anmerkungen) | Anmerkungen |
| Jahr | Titel                 | UK | Anmerkungen |
| ---- | --------------------- | --- | --- |
| 1988 | Always EMI Group 3546 | UK38 (3 Wo.)UK | Erstveröffentlichung: 10. Oktober 1988 Produzenten: Stock Aitken Waterman, Ian Levine, Fiachra Trench, Trevor Vallis, Ian Curnow, Pete Hammond, Pete Ware |

Weitere Alben
- 1978: Who Was That Lady I Saw You With
- 1981: The Sound of Bacharach & David
- 1984: Heart First (VÖ: November)
- 1996: The Winner Takes It All (später auch Knowing Her, Hazel Sings Abba)
- 2002: The Greatest Hits (Remakes und neue Tracks)
- 2013: In the Name of … (2 CDs)
- 2015: Nightlife (2 CDs)

### Kompilationen
- 1995: The Best of Hazell Dean: They Say It’s Gonna Rain
- 1996: Greatest Hits
- 2008: Don’t Stop the Love (VÖ: 4. März)
- 2012: Evergreen: The Very Best Of (2 CDs; VÖ: 10. September)

### Singles
| Jahr | Titel Album                                | Höchstplatzierung, Gesamtwochen, AuszeichnungChartplatzierungen (Jahr, Titel, Album, Platzierungen, Wochen, Auszeichnungen, Anmerkungen) | Höchstplatzierung, Gesamtwochen, AuszeichnungChartplatzierungen (Jahr, Titel, Album, Platzierungen, Wochen, Auszeichnungen, Anmerkungen) | Höchstplatzierung, Gesamtwochen, AuszeichnungChartplatzierungen (Jahr, Titel, Album, Platzierungen, Wochen, Auszeichnungen, Anmerkungen) | Höchstplatzierung, Gesamtwochen, AuszeichnungChartplatzierungen (Jahr, Titel, Album, Platzierungen, Wochen, Auszeichnungen, Anmerkungen) | Höchstplatzierung, Gesamtwochen, AuszeichnungChartplatzierungen (Jahr, Titel, Album, Platzierungen, Wochen, Auszeichnungen, Anmerkungen) | Anmerkungen | [↑]: gemeinsam behandelt mit vorhergehendem Eintrag; [←]: in beiden Charts platziert |
| Jahr | Titel Album                                | DE | AT | CH | UK | Dance | Anmerkungen |                                                                                      |
| ---- | ------------------------------------------ | --- | --- | --- | --- | --- | --- | ------------------------------------------------------------------------------------ |
| 1983 | Searchin’ (I Gotta Find a Man) Heart First | DE38 (11 Wo.)DE | — | — | UK6 (22 Wo.)UK | Dance8 (15 Wo.)Dance | Erstveröffentlichung: 20. Juni 1983 Autor: Ian Anthony Stephens                                                                      |                                                                                      |
| 1984 | Evergreen                                  | — | — | — | UK63 (3 Wo.)UK | Dance8 (12 Wo.)Dance | Erstveröffentlichung: 6. Februar 1984 Autoren: Barbra Streisand, Paul Williams Original: Barbra Streisand & Kris Kristofferson, 1976 |                                                                                      |
| 1984 | Jealous Love                               | — | — | —[UK: ↑][Dance: ↑] | UK63 (3 Wo.)UK | Dance8 (12 Wo.)Dance | B-Seite von Evergreen Autor: Hazell Dean                                                                                             |                                                                                      |
| 1984 | Whatever I Do (Wherever I Go) Heart First  | DE22 (11 Wo.)DE | — | — | UK4 (11 Wo.)UK | — | Erstveröffentlichung: 16. Juli 1984 Autoren: Matt Aitken, Mike Stock                                                                 |                                                                                      |
| 1984 | When I Hear Music                          | — | — | — | — | Dance54 (9 Wo.)Dance | Erstveröffentlichung: 30. Juli 1984 US-DJ-Promo, erschienen bei Sunnyview                                                            |                                                                                      |
| 1984 | Back in My Arms (Once Again) Heart First   | DE44 (8 Wo.)DE | — | — | UK41 (4 Wo.)UK | — | Erstveröffentlichung: 22. Oktober 1984 Autoren: Matt Aitken, Mike Stock                                                              |                                                                                      |
| 1985 | No Fool (For Love) Heart First             | — | — | — | UK41 (5 Wo.)UK | — | Erstveröffentlichung: 18. Februar 1985 Autoren: Matt Aitken, Mike Stock                                                              |                                                                                      |
| 1985 | They Say It’s Gonna Rain Always            | — | — | — | UK58 (4 Wo.)UK | — | Erstveröffentlichung: 1. Oktober 1985 Autoren: George Sanders, Kerry Delius Original: Kerry Delius, 1984                             |                                                                                      |
| 1986 | E. S. P. (Extra Sensual Persuasion)        | — | — | — | UK98 (1 Wo.)UK | — | Erstveröffentlichung: 28. April 1986 Autoren: Deborah Allen, Rafe van Hoy, Steve Diamond                                             |                                                                                      |
| 1986 | Stand Up                                   | — | — | — | UK79 (2 Wo.)UK | — | Erstveröffentlichung: 8. September 1986 Autoren: Stock Aitken Waterman, Giancarlo Bigazzi, Umberto Tozzi                             |                                                                                      |
| 1987 | Always Doesn’t Mean Forever Always         | — | — | — | UK92 (1 Wo.)UK | Dance10 (10 Wo.)Dance | Erstveröffentlichung: 8. Juni 1987 Autoren: Stock Aitken Waterman                                                                    |                                                                                      |
| 1988 | Who’s Leaving Who Always                   | DE15 (12 Wo.)DE | AT17 (10 Wo.)AT | CH11 (10 Wo.)CH | UK4 (11 Wo.)UK | Dance19 (8 Wo.)Dance | Erstveröffentlichung: 21. März 1988 Autoren: Jack White, Mark Spiro Original: Anne Murray, 1986                                      |                                                                                      |
| 1988 | Maybe (We Should Call It a Day) Always     | DE34 (10 Wo.)DE | — | CH23 (5 Wo.)CH | UK15 (6 Wo.)UK | — | Erstveröffentlichung: 13. Juni 1988 Autoren: Stock Aitken Waterman                                                                   |                                                                                      |
| 1988 | Turn It into Love Always                   | — | — | — | UK21 (7 Wo.)UK | Dance38 (9 Wo.)Dance | Erstveröffentlichung: 12. September 1988 Autoren: Stock Aitken Waterman                                                              |                                                                                      |
| 1989 | Love Pains                                 | — | — | — | UK48 (4 Wo.)UK | — | Erstveröffentlichung: 14. August 1989 Autoren: Michael Price, Dan Walsh, Steve Barri Original: Yvonne Elliman, 1979                  |                                                                                      |
| 1991 | Better Off Without You                     | — | — | — | UK72 (2 Wo.)UK | — | Erstveröffentlichung: 11. März 1991 Autoren: Stock Aitken Waterman                                                                   |                                                                                      |
| 1994 | Power & Passion Fantasy                    | — | — | — | UK94 (1 Wo.)UK | — | Erstveröffentlichung: 15. August 1994 Dymension feat. Hazell Dean Autoren: Andy Whitmore, Hazell Dean                                |                                                                                      |
| 1996 | The Winner Takes It All                    | — | — | — | UK82 (1 Wo.)UK | — | Erstveröffentlichung: 10. Juni 1996 Autoren: Benny Andersson, Björn Ulvaeus Original: ABBA, 1980                                     |                                                                                      |
| 1997 | Searchin’ 97                               | — | — | — | UK92 (1 Wo.)UK | — | Erstveröffentlichung: 6. Oktober 1997 Remix: Hazell Dean, Pete Ware                                                                  |                                                                                      |

Weitere Singles
- 1975: Our Day Will Come (VÖ: 24. Oktober)
- 1976: I Couldn’t Live Without You for a Day (VÖ: 5. März)
- 1976: Got You Where I Want You (VÖ: 3. September)
- 1977: Look What I’ve Found at the End of a Rainbow (VÖ: 11. Februar)
- 1977: No One’s Ever Gonna Love You (The Way That I Love You) (VÖ: 21. Oktober)
- 1978: Who Was That Lady (I Saw You With) (VÖ: 17. Februar)
- 1981: You Got Me Wrong (als Curtis & Dean, mit Paul Curtis)
- 1984: Stay in My Life (VÖ: April, unveröffentlicht)
- 1985: Devil in You
- 1985: Harmony
- 1986: Walk in My Shoes
- 1993: My Idea of Heaven
- 1998: Sisters Are Doin’ It for Themselves (als Marina & Hazell Dean, mit Marina Kamen)
- 1999: Living on a Prayer (VÖ: 18. Oktober)
- 2009: Can’t Help the Way That I Feel
- 2010: They Say It’s Gonna Rain
- 2012: In the Name of Love (VÖ: 16. April)
- 2012: Shattered Glass
- 2013: This Is My Life (VÖ: Mai)
- 2013: We Belong / Can You Feel It – The Remix E.P. (VÖ: 20. Dezember)
- 2014: I Close My Eyes and Count to Ten (VÖ: 18. August)
- 2015: 24 Hours from Tulsa
- 2015: Nightlife: Energise Club Members Only Edition (Club-Edition)
- 2016: Evergreen / Judgement Day (VÖ: 17. Juli)
- 2016: Happy New Year / The Way Old Friends Do